# Препарати крові
Препарати крові або компоненти крові — будь-яка терапевтична речовина, виготовлена з крові людини.
Це включає нативну кров; компоненти крові; і похідні плазми. Цільну кров зазвичай не використовують у трансфузіології. Компоненти крові включають: концентрати або суспензії еритроцитів; тромбоцити, отримані з цільної крові або за допомогою аферезу; плазма; і кріопреципітат. Похідні плазми — це білки плазми, отримані в умовах фармацевтичного виробництва, до них належать: альбумін; концентрати факторів згортання; та імуноглобуліни.

## Зміст
Єдиного чіткого термінологічного визначення, що таке препарати крові станом на 2023 рік не було. Згідно одних джерел, препарати крові є: будь-якими продуктами плазми, згідно інших — будь які елементи крові. В ATX класифікації є лиш «білкові фракції плазми крові»

### Україна
Згідно Наказу МОЗ України № 211, до компонентів крові належать:
Еритроцити:
- — еритроцити;
- — еритроцити у додатковому розчині (завись еритроцитів);
- — еритроцити з видаленим тромболейкоцитарним шаром;
- — еритроцити з видаленим тромболейкоцитарним шаром у додатковому розчині (завись еритроцитів з видаленим тромболейкоцитарним шаром);
- — еритроцити, збіднені на лейкоцити;
- — еритроцити, збіднені на лейкоцити, у додатковому розчині;
- — еритроцити відмиті; — еритроцити, аферез.

Тромбоцити:
- — тромбоцити, відновлені з дози крові;
- — тромбоцити, відновлені з дози крові, збіднені на лейкоцити;
- — тромбоцити (концентрат тромбоцитів), аферез;
- — тромбоцити відновлені, об'єднані в одну дозу;
- — тромбоцити відновлені, об'єднані в одну дозу, збіднені на лейкоцити.

Плазма:
- — плазма заморожена;
- — плазма свіжозаморожена;
- — плазма, збіднена кріопреципітатом (кріосупернатантна плазма);
- — плазма лейкофільтрована;
- — кріопреципітат заморожений.

Гранулоцити:
- — гранулоцити, аферез.